# Collegio elettorale di Agropoli
Il collegio di Agropoli fu un collegio elettorale uninominale della Repubblica Italiana per l'elezione del Senato della Repubblica. Apparteneva alla circoscrizione Campania e fu utilizzato per eleggere un senatore nella XII, XIII e XIV legislatura.
Venne istituito nel 1993 con la cosiddetta Legge Mattarella (Legge n. 276, Norme per l'elezione del Senato della Repubblica), attuata in seguito al referendum abrogativo del 1993. La legge istituì per la Camera dei deputati e per il Senato della Repubblica un sistema di elezione misto, in parte maggioritario e in parte proporzionale. Il 75% dei parlamentari dell'assemblea veniva eletto in collegi uninominali tramite sistema maggioritario a turno unico; il restante 25% al Senato veniva eletto tramite recupero proporzionale dei più votati non eletti attraverso un meccanismo di calcolo denominato "scorporo", cioè sottraendo dal conteggio dei voti totali di una lista nella parte proporzionale i voti ottenuti dai candidati collegati alla medesima lista che erano eletti nei collegi uninominali con il sistema maggioritario.
Il collegio venne abolito insieme a tutti gli altri che costituivano il Senato con la promulgazione della legge elettorale successiva, la cosiddetta Legge Calderoli. Questa prevedeva un sistema proporzionale con premio di maggioranza, che al Senato veniva attribuito a livello regionale.

## Territorio
Il collegio di Agropoli era uno dei 22 collegi uninominali in cui era suddivisa la Campania e, come previsto dal D.Lgs. del 20 dicembre 1993 n. 535, era interamente compreso nella provincia di Salerno e comprendeva i seguenti comuni: Agropoli, Alfano, Aquara, Ascea, Atena Lucana, Auletta, Bellosguardo, Buccino, Buonabitacolo, Caggiano, Camerota, Campora, Cannalonga, Casal Velino, Casalbuono, Caselle in Pittari, Castel San Lorenzo, Castelcivita, Castellabate, Castelnuovo Cilento, Celle di Bulgheria, Centola, Ceraso, Cicerale, Controne, Corleto Monforte, Cuccaro Vetere, Felitto, Futani, Gioi, Giungano, Ispani, Laureana Cilento, Laurino, Laurito, Lustra, Magliano Vetere, Moio della Civitella, Montano Antilia, Monte San Giacomo, Montecorice, Monteforte Cilento, Montesano sulla Marcellana, Morigerati, Novi Velia, Ogliastro Cilento, Omignano, Orria, Ottati, Padula, Perdifumo, Perito, Pertosa, Petina, Piaggine, Pisciotta, Polla, Pollica, Pontecagnano Faiano, Ricigliano, Roccadaspide, Roccagloriosa, Rofrano, Romagnano al Monte, Roscigno, Rutino, Sacco, Sala Consilina, Salento, Salvitelle, San Giovanni a Piro, San Gregorio Magno, San Mauro Cilento, San Mauro La Bruca, San Pietro al Tanagro, San Rufo, Sant'Angelo a Fasanella, Sant'Arsenio, Santa Marina, Sanza, Sapri, Sassano, Serramezzana, Sessa Cilento, Stella Cilento, Stio, Teggiano, Torchiara, Torraca, Torre Orsaia, Tortorella, Trentinara, Valle dell'Angelo, Vallo della Lucania e Vibonati.

## Eletti
| Elezione | Elezione | Senatore           | Partito                     |
| -------- | -------- | ------------------ | --------------------------- |
|          | 1994     | Giuseppe Fronzuti  | Polo del Buon Governo (CCD) |
|          | 1996     | Alessandro Meluzzi | Polo per le Libertà (FI)    |
|          | 1998     | Alessandro Meluzzi | L'Ulivo (UdR/RI/FdV/UDEUR)  |
|          | 2001     | Leonzio Borea      | Casa delle Libertà (CCD)    |

## Dati elettorali

### XII legislatura
|                               | Giuseppe Fronzuti ✔️ Eletto | Polo del Buon Governo         | 38 271  | 30,33 |  |  |  |  |  |
|                               | Michele Pinto ✔️ Eletto     | Patto per l'Italia            | 36 962  | 29,30 |  |  |  |  |  |
|                               | Giuseppe Tarallo            | Progressisti                  | 33 723  | 26,73 |  |  |  |  |  |
|                               | Giovanni Lo Schiavo         | Unità Popolare                | 8 808   | 6,98  |  |  |  |  |  |
|                               | Gennaro Mucciolo            | Unione Riformista Meridionale | 8 405   | 6,66  |  |  |  |  |  |
| Totale                        | Totale                      | Totale                        | 126 169 | 100   |  |  |  |  |  |
|                               |                             |                               |         |       |  |  |  |  |  |
| Voti non validi               | Voti non validi             | Voti non validi               | 22 458  | 15,11 |  |  |  |  |  |
| Votanti                       | Votanti                     | Votanti                       | 148 627 | 75,01 |  |  |  |  |  |
| Elettori                      | Elettori                    | Elettori                      | 198 141 |       |  |  |  |  |  |
|                               |                             |                               |         |       |  |  |  |  |  |
| Data: 27-28 marzo 1994        |                             |                               |         |       |  |  |  |  |  |
| Fonte: Ministero dell'interno |                             |                               |         |       |  |  |  |  |  |

### XIII legislatura
|                               | Alessandro Meluzzi ✔️ Eletto | Polo per le Libertà                | 60 182  | 46,73 |  |  |  |  |  |
|                               | Pier Giovanni Maria Crocco   | L'Ulivo                            | 52 427  | 40,71 |  |  |  |  |  |
|                               | Liliana Ferzola              | Socialista                         | 7 859   | 6,10  |  |  |  |  |  |
|                               | Maria Carmela Iovinella      | Movimento Sociale Fiamma Tricolore | 5 670   | 4,40  |  |  |  |  |  |
|                               | Pasquale Valva               | Democrazia Sociale                 | 2 640   | 2,05  |  |  |  |  |  |
| Totale                        | Totale                       | Totale                             | 128 778 | 100   |  |  |  |  |  |
|                               |                              |                                    |         |       |  |  |  |  |  |
| Voti non validi               | Voti non validi              | Voti non validi                    | 15 783  | 10,92 |  |  |  |  |  |
| Votanti                       | Votanti                      | Votanti                            | 144 561 | 71,05 |  |  |  |  |  |
| Elettori                      | Elettori                     | Elettori                           | 203 468 |       |  |  |  |  |  |
|                               |                              |                                    |         |       |  |  |  |  |  |
| Data: 21 aprile 1996          |                              |                                    |         |       |  |  |  |  |  |
| Fonte: Ministero dell'interno |                              |                                    |         |       |  |  |  |  |  |

### XIV legislatura
|                               | Leonzio Borea ✔️ Eletto  | Casa delle Libertà                   | 59 155  | 43,29 |  |  |  |  |  |
|                               | Ettore Liguori ✔️ Eletto | L'Ulivo                              | 56 663  | 41,47 |  |  |  |  |  |
|                               | Carmine Capaldo          | Democrazia Europea                   | 8 516   | 6,23  |  |  |  |  |  |
|                               | Vincenzo Gaetano Gallo   | Partito della Rifondazione Comunista | 4 736   | 3,47  |  |  |  |  |  |
|                               | Antonio Scorzelli        | Lista Di Pietro                      | 2 792   | 2,04  |  |  |  |  |  |
|                               | Carlo Pirfo              | Fiamma Tricolore                     | 2 499   | 1,83  |  |  |  |  |  |
|                               | Giacinto Curcio          | Lista Pannella-Bonino                | 2 273   | 1,66  |  |  |  |  |  |
| Totale                        | Totale                   | Totale                               | 136 634 | 100   |  |  |  |  |  |
|                               |                          |                                      |         |       |  |  |  |  |  |
| Voti non validi               | Voti non validi          | Voti non validi                      | 15 787  | 10,36 |  |  |  |  |  |
| Votanti                       | Votanti                  | Votanti                              | 152 421 | 73,32 |  |  |  |  |  |
| Elettori                      | Elettori                 | Elettori                             | 207 874 |       |  |  |  |  |  |
|                               |                          |                                      |         |       |  |  |  |  |  |
| Data: 13 maggio 2001          |                          |                                      |         |       |  |  |  |  |  |
| Fonte: Ministero dell'interno |                          |                                      |         |       |  |  |  |  |  |